# Errina novaezelandiae
Errina novaezelandiae is een hydroïdpoliep uit de familie Stylasteridae. De poliep komt uit het geslacht Errina. Errina novaezelandiae werd in 1912 voor het eerst wetenschappelijk beschreven door Hickson. 